# شهادة التشابك
في ميكانيكا الكم، تعتبر شهادة التشابك ، بمثابة أداة للتميز بين الحالات المتشابكة والحالات الفصولة أو القابلة للفصل، وقد تكون تابعة خطيا أو لا خطيا للمصفوفة الكثافة. في الحالة الأولى يمكن اعتبارها مجموعة الملاحيظ التي تكون قيمتها الوسطى للحالات المتشابكة خارج مجال القيم الوسطى للحالات الفصولة بشكل قطعي.  

## تفاصيل الموضوع
{\displaystyle \xi =\sum _{i=1}^{k}p_{i}\,\rho _{i}^{A}\otimes \rho _{i}^{B},}